# 펀TV
펀TV(FUN TV)는 조은티브이에서 운영하는 트롯 버라이어티 채널이다.

## 역사
- 2013년 2월 1일 : FUN TV 개국

## 주요 프로그램
- 미스터트롯
- 미스트롯
- 불타는 장미단
- 순간포착 세상에 이런일이
- 나는 자연인이다

## 같이 보기
- 엣지TV
- 엣지 온
- 씨네트리
- 채널이엠